# RPM (groupe brésilien)
Pour les articles homonymes, voir RPM.

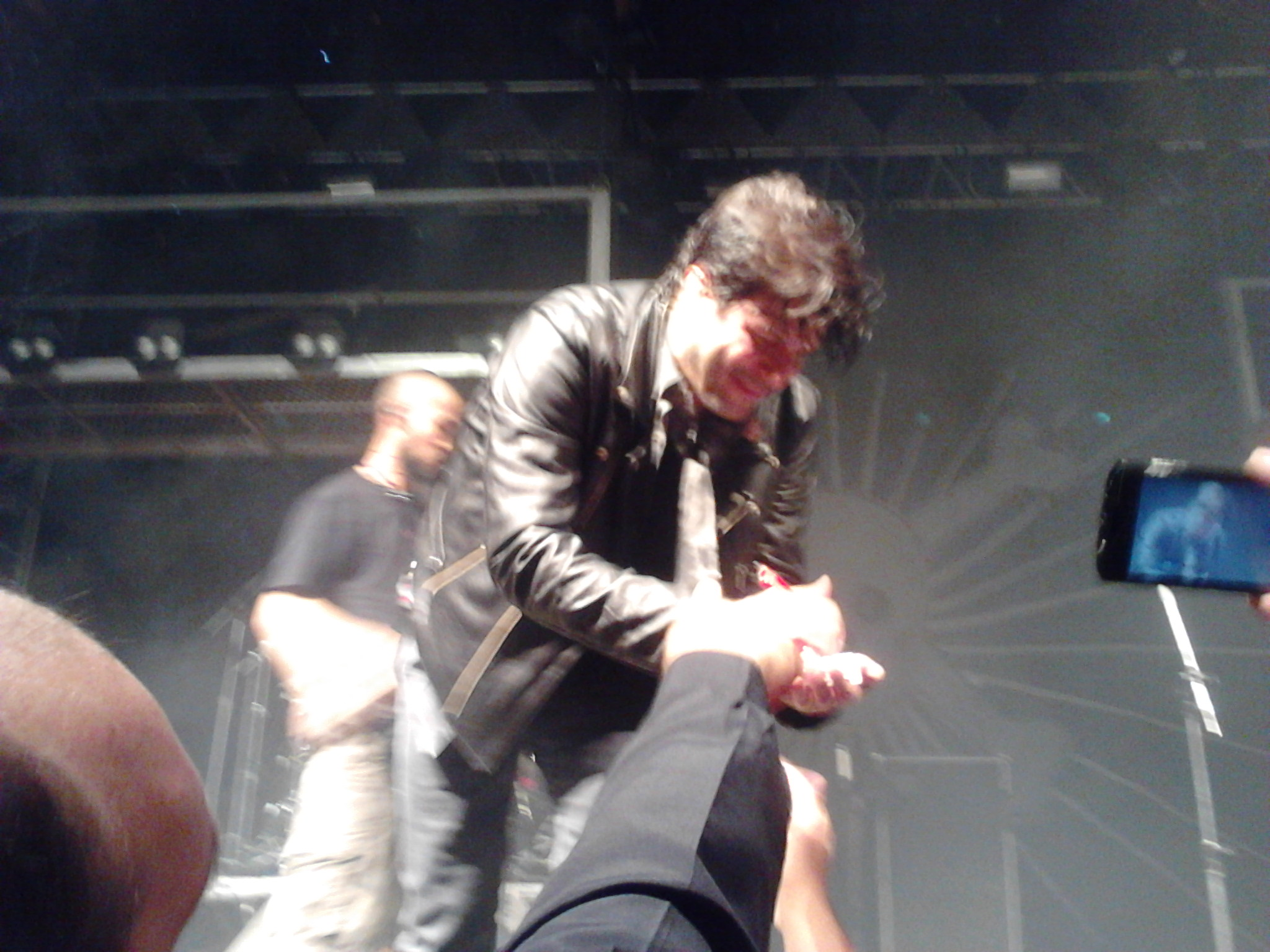
RPM sur scène à Rio de Janeiro en 2011.

RPM est un groupe de rock brésilien formé en 1983. Son nom est l'acronyme de "Revoluções por Minuto", qui signifie en français "Tours par minute".

## Histoire
Le RPM a été formé à partir du groupe de jazz-rock Aura où les composants étaient Paulo Ricardo basse, Luiz Schiavon piano, Paulinho Valenza à la batterie et Edu Coelho  à la guitare.
En 1983, RPM a été formé avec Paulo Ricardo, Luiz Schiavon et le guitariste Fernando Deluqui. En 1984 
le nouveau batteur était Charles Gavin (ex-Ira!, futur batteur pour Titãs) pour compléter le groupe.
En 1985 Charles Gavin avait quitté le groupe pour rejoindre le Titãs et à sa place est le batteur Paulo P.A. Pagni (ex-Patife Band)
RPM va et vient plusieurs fois - il a actuellement une nouvelle formation après que Paulo Ricardo a déclaré qu'il voulait poursuivre une carrière solo, Schiavon, Deluqui décident de continuer le groupe et d'appeler le bassiste et chanteur Dioy Pallone pour remplacer Paulo. Dans la nouvelle formation du groupe, il prend le chant.

## Formation
- Dioy Pallone: chant et basse
- Fernando Deluqui: guitare et chant
- Luiz Schiavon: (†) clavier

### Anciens membres
- Paulo Ricardo
- Charles Gavin
- Paulo P.A. Pagni
- Marquinhos Costa
- Franco Júnior

## Discographie
- (1985) Revoluções por Minuto
- (1986) Rádio Pirata ao Vivo
- (1988) RPM
- (1993) Paulo Ricardo & RPM
- (2002) MTV RPM 2002
- (2011) Elektra